# Bartoliste
Les bartolistes, (italien : Bartolisti) courant issu du juriste italien Bartole de Sassoferrato, sont des spécialistes en droit italien du XIVe siècle, qui allient la méthode exégétique, voulant définir avant d'analyser, à la méthode dialectique, dans leur étude du corpus juris civilis de Justinien Ier (529). Ce terme a pris au XVIIe siècle une signification de plus en plus déterminante et en partie péjorative du droit. La meilleure période de cette orientation se situe certainement dans les deux siècles entre la mort de Bartole (1357) et celle d'André Alciat (1550),.

## Histoire
Le terme « Bartoliste »  a été utilisé en Italie à partir du début du XVe siècle, pour désigner les juristes fidèles à la tradition juridique italienne, ou ce qu'on appelle le mos Italicus iura docendi, à dominante pratique, opposé au mos Gallicus, à dominante historique, qui s'est répandu en France après André Alciat. Cette désignation générique des juristes italiens longtemps exercée par Bartole est le signe  de l'efficacité  et éloquemment sanctionnée en Italie à partir du milieu du XIVe siècle par le dicton  iurista nisi bartolista.  L'orientation bartoliste en Italie résiste à l'influence de la jurisprudence humaniste promue en France par Alciat au-delà du XVIIe siècle.
Le plus grand représentant de cette école est Baldo degli Ubaldi (1327-1400) élève de Bartole. D'autres adeptes en Italie sont Lucas de Penna, Bartolomeo da Saliceto (it) (1339-1422), Raffaele Fulgosio (it) (1367-1427), Mariano Socini, Bartolomeo Socini, Filippo Decio, Alessandro Tartagni, Giasone Del Maino (1435-1519) et en France Guillaume Benoît (1455-1516), Pierre d'Angleberme (ca. 1480-1541), Barthélemy de Chasseneuz (1480-1541), André Tiraqueau (1488-1558) et Charles Dumoulin qui progressivement  s'éloignent de l'exégèse des textes et abusent, parfois jusqu'à l'absurde, des subtilités dialectiques de Bartole tout en conciliant le texte du droit romain avec le sens pratique aux besoins de la vie quotidienne .